# Seppiana
Seppiana är en ort och frazione i kommunen Borgomezzavalle i provinsen Verbano Cusio Ossola i regionen Piemonte i Italien. 
Seppiana upphörde som kommun den 1 januari 2016 och bildade med den tidigare kommunen Viganella den nya kommunen Borgomezzavalle. Den tidigare kommunen hade 155 invånare (2015).